# موظف الشهر
موظف الشهر هو فيلم كوميدي تم إنتاجه في الولايات المتحدة وصدر في سنة 2006. الفيلم من إخراج جريج كوليدج وكتابة كريس كونروي. من بطولة داين كوك وجيسيكا سمبسون.

## القصة
في نادى السوبر وهو متجر كبير يعمل في المتجر كل من فينس دواني الذي يعمل بقسم المحاسبة وزاك برادالي الذي يناديه الجميع بفتى الصناديق يحصل فنيس شهريا على لقب موظف الشهر ولكن عندما انتقلت فتاة جديده تدعى ايمي التي لافتت انظار جميع الموظفين بما فيهم فينس وزاك قرر مدير متجر سوبر كلاب ان يقيم مسابقه على لقب موظف الشهر سيصبح التنافس شديد على اللقب وايمي والسيارة ما بين فينس وزاك الذي مازال يعيش مع جدته ولكن الامور لا تجري بمقتض مايريده زاك لانه لا يستطع تغلب على فينس المتفاخر، ولكن الامور تتغير عندما يساعد زاك انثى عجوز بنقل تابوت تريده لزوجها الذي ليس متوفى بعد ولكنها اخذته بحجة انه رخيص عندما خرجت قالت لمساعد المدير بانه سوف تعود للشراء من المتجر فقط بسب زاك اعطيت لزاك نجمة في ذلك اليوم ولهذا تبدا رحلة زاك للحصول على لقب موظف الشهر ياتي اخى المدير غيلين روس لتفقد من سير العمل ولكن تبدو عليه الصرامة عندما يرى المدير التعادل يقرر غلين روس اخ المدير القيام بمسابقه تعلن عن الفائز ولكن يتخلى اصدقاء زاك عنه بسبب طرد صديقه اقبال وتخلي ايمي عنه بعدما ما عرفت ان زاك يفعل كل هذه لانه يعرف بانها طردت من عملها السابق لانه كانت تواعد مواظفين الشهر ولكن زاك استقال لانه شعر بذنب لان صديقه اقبال طرد بسببه، يذهب ليعتذر لاقبال ويخبره بانه استقال من العمل لاجله لكن اقبال والاصدقاء يخبروه بان يستطيع المشاركة لكي لا يربح فينس المغرور بالمسابقة بالفعل يدخل زاك للمسابقه وكان الفوز من نصيب فينس الجميع احتفل من اجل فينس ولكن عندما اعاد حارس الأمن الفيديو يرا ان فينس قد غش بالمسابقة لانه لم يحسب اسعار جميع المنتجات لذلك يحضى زاك بالجائزة وكذلك بصديقته ايمي وبعد ستة اسابيع يجعل خورخي فنيس تابع له 

## الميزانية والإيرادات
بلغت تكلفة إنتاج الفيلم حوالي 12 مليون دولار بينما حقق إيرادات تقدر بـ 38.4 مليون دولار.

## وصلات خارجية
- موظف الشهر على موقع IMDb (الإنجليزية)
- موظف الشهر على موقع ميتاكريتيك (الإنجليزية)
- موظف الشهر على موقع روتن توميتوز (الإنجليزية)
- موظف الشهر على موقع نتفليكس (الإنجليزية)
- موظف الشهر على موقع قاعدة بيانات الأفلام العربية
- موظف الشهر على موقع ألو سيني (الفرنسية)
- موظف الشهر على موقع Turner Classic Movies (الإنجليزية)
- موظف الشهر على موقع أول موفي (الإنجليزية)
- موظف الشهر على موقع بوكس أوفيس موجو (الإنجليزية)
- موظف الشهر على موقع فيلمافينيتي (الإسبانية)